# ARJ21-700

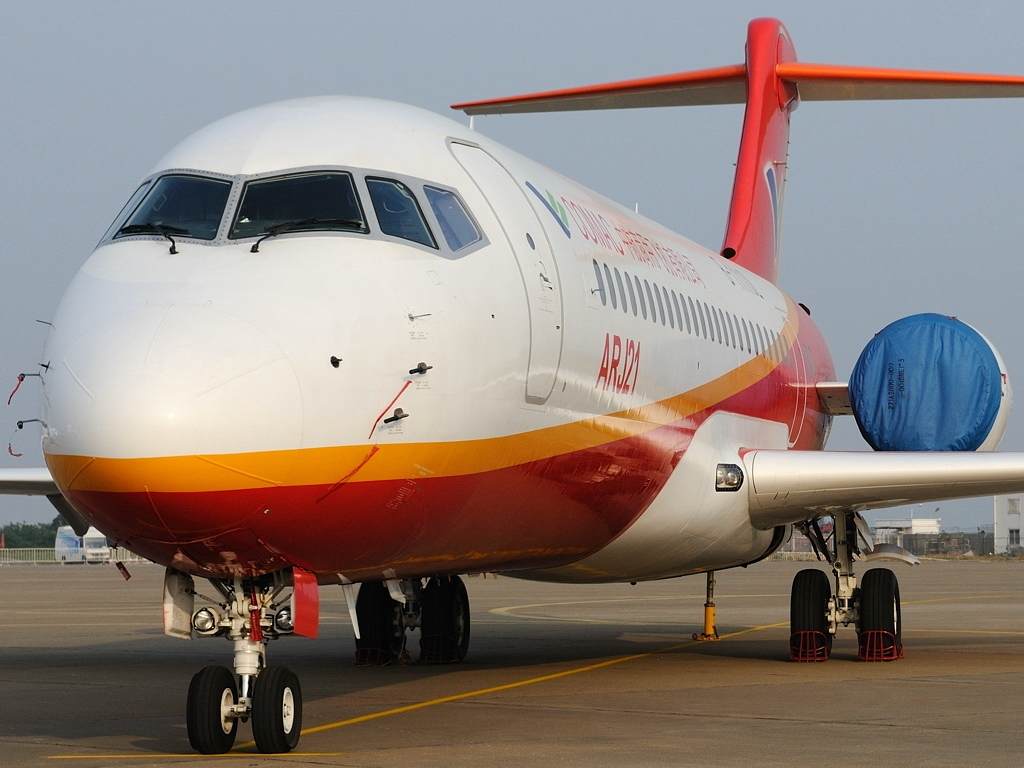
Літак COMAC ARJ21-700

ARJ21-700 — це пасажирський літак китайської авіакомпанії Chengdu Airlines.
Літак такого типу був вперше спроектований і збудований повністю в Китаї за загальновизнанами міжнародними стандартами. Виробником є китайська компанія Commercial Aircraft Corp. of China (Comac).

## Історія
Перші випробування літака проводилися у 2008 році. Однак розробка почалась ще 2002 році.

## Характеристики
Виробляється у трьох модифікаціях: основна, вантажна, службова.  
Може вміщати до 90 пасажирів, дальність польоту становить 2225-3700  кілометрів. 
Максимальна злітна маса становить 40,500 кілограм.  
На літаку встановлено два двигуни марки General Electric F34-10A. 
Прогнозований і економічно рентабельний строк застосування літака становить 20 років. 